# João Paulo Silva Martins
João Paulo Silva Martins, noto semplicemente come João Paulo (Dourados, 29 giugno 1995), è un calciatore brasiliano, portiere del Santos.

## Carriera
Cresciuto nel settore giovanile del Santos, ha esordito in prima squadra il 16 luglio 2017 disputando l'incontro del Brasileirão pareggiato 0-0 contro il Vasco da Gama. Il 17 agosto 2020 è tornato in campo a distanza di tre anni dall'ultima volta sostituendo l'infortunato Vladimir nella sfida casalinga contro l'Athl. Paranaense.

## Palmarès

### Club

#### Competizioni nazionali
- Campeonato Brasileiro Série B: 1

Santos: 2024

#### Competizioni statali
- Campionato paulista: 2

Santos: 2015, 2016